# Cerylon kabwense
Cerylon kabwense is een keversoort uit de familie dwerghoutkevers (Cerylonidae). De wetenschappelijke naam van de soort werd in 1955 gepubliceerd door Pope.